# Laches
Laches (altgriechisch Λάχης Láchēs; * um 460 v. Chr.; † 418 v. Chr.) war athenischer Feldherr im Peloponnesischen Krieg.
Laches, der Sohn des Melanopos, wurde 427 v. Chr. nebst Charöades mit einer Flotte nach Sizilien gesandt, um Leontinoi und die mit ihm verbündeten übrigen chalkidisch-ionischen Staaten gegen Syrakus zu unterstützen. Als Charöades 426 fiel, übernahm Laches den Oberbefehl über die Flotte allein und zwang Mylä und Messana zur Übergabe. Anfang 425 wurde er im Oberbefehl durch Pythodoros ersetzt.
Von Kleon angeklagt, in Sizilien Unterschlagungen begangen zu haben, wurde er zwar freigesprochen, erhielt aber kein Kommando mehr und zog unter Hippokrates als Hoplit mit nach Böotien, wo er, wie auch der Philosoph Sokrates und dessen Schüler Alkibiades, an der Schlacht von Delion teilnahm. Nach Kleons Tod wieder zu Einfluss gelangt, verhandelte er gemeinsam mit Nikias den Frieden, welcher im Frühjahr 421 zustande kam. 418 befehligte er mit Nikostratos die Truppen, welche den Argeiern zu Hilfe geschickt wurden. Beide athenischen Heerführer fielen in der Schlacht von Mantineia.